# Magnesioferrihornblenda
La magnesioferrihornblenda és un mineral de la classe dels silicats que pertany al grup del nom arrel hornblenda.

## Característiques
La magnesioferrihornblenda és un silicat de fórmula química Ca₂(Mg₄Fe3+)[(Si₇Al)O22](OH)₂. Va ser aprovada com a espècie vàlida per l'Associació Mineralògica Internacional l'any 2022 i publicada en el mes de juny de 2024, tot i que l'any 2016 es va publicar un estudi previ. Cristal·litza en el sistema monoclínic.
L'exemplar que va servir per a determinar l'espècie, el que es coneix com a material tipus, es troba conservat a la col·lecció mineralògica del Museu Geològic de la Xina, a Beijing (República Popular de la Xina), amb el número de catàleg: m16131.

## Formació i jaciments
Va ser descrita a partir de les mostres recollides al comtat de Jinghe, dins la prefectura Autònoma de Börtala (Xinjiang, República Popular de la Xina). També ha estat descrita en altres indrets de Rússia, Oman, Finlàndia, l'Argentina i el Canadà.